# Learning to Live
Pistes de Images and Words
Wait for Sleep
(7)
Learning To Live est la huitième et dernière chanson de l'album Images And Words du groupe de metal progressif Dream Theater. Les paroles ont été écrites par John Myung.

## Apparitions
1. Images And Words (Album) (1992)
2. Once In A Livetime (Album Live) (1998)
3. 5 Years in a LIVEtime (VHS Live) (1994)
4. Metropolis 2000: Scenes from New York (DVD Live) (2001)
5. Live Scenes From New York (Album Live) (2001)
6. Live in Tokyo / 5 Years in a LIVEtime (DVD Live) (2004)

## Faits Divers
- Learning To Live est la plus longue chanson de l'album avec ses 11:30
- Selon Mike Portnoy, la chanson parle des préjugés que l'on pouvait avoir sur les gens atteints de sida sujet controversé à l'époque.
- À 7:05, James LaBrie atteint un fa dièse très aigu qui prouve que sa portée vocale est très grande.

## Personnel
- James LaBrie - chant
- Kevin Moore - claviers
- John Myung - basse
- John Petrucci - guitare
- Mike Portnoy - batterie